# 仁江寺
仁江寺位於四川省涼山州木里縣，文物遺址年代判定為明至清。2012年7月16日公佈為第八批四川省文物保護單位。
仁江寺位於木里與永寧兩縣交匯處的仁江河谷，現屬藏傳佛教黃教寺廟，建於明清時期。該寺廟坐南朝北，在雪峰峽谷中依山而建，占地面積為3589平方米。該寺主要分為僧舍區和佛殿區兩大部分，主要建築有白塔一座，大經堂一座，經堂為藏式建築，土木結構，重簷歇山頂，面闊五間，進深五間，通高12米，三重簷懸山頂，穿鬥式梁架，覆木片瓦，兩根藍天柱是整個殿堂的主要承重構架。寺中大殿牆壁上的壁畫年代久遠，畫工顏料等獨具特色，兼有黃、白兩教風格，且保存較好，是現今木里境內保存最完整的寺廟壁畫，極具研究價值。該寺雖然規模小，但建造年代久遠，地理意義重要，在這一地區不僅影響著信奉藏傳佛教的藏族、蒙古族人民的生活，也影響了當地彝族人民的生活，加之寺中壁畫特別，是在康巴藏區內也僅存為數不多的幾座寺廟之一，頗有歷史研究價值。2008年，被木里縣人民政府公佈為縣級文物保護單位。